# زنده (فیلم ۲۰۲۰)
زنده (کره‌ای: #살아있다; لاتین‌نویسی اصلاح‌شده: #Saraitda) یک فیلم مهیج در ژانر فاجعه، دلهره‌آور و ترسناک دربارهٔ مردگان متحرک به کارگردانی چو ایل هیونگ محصول کره جنوبی در سال۲۰۲۰ است.